# Булоњ сир Елп
Булоњ сир Елп (фр. Boulogne-sur-Helpe) насеље је и општина у североисточној Француској у региону Север-Па д Кале, у департману Север која припада префектури Авне сир Елп.
По подацима из 2011. године у општини је живело 325 становника, а густина насељености је износила 37,36 становника/km². Општина се простире на површини од 8,7 km². Налази се на средњој надморској висини од 177 метара (максималној 207 m, а минималној 144 m).

## Демографија
| 1962. | 1968. | 1975. | 1982. | 1990. | 1999. | 2011. |
| ----- | ----- | ----- | ----- | ----- | ----- | ----- |
| 368   | 387   | 346   | 315   | 319   | 317   | 325   |

График промене броја становника у току последњих година